# Alexander Carnegie Kirk

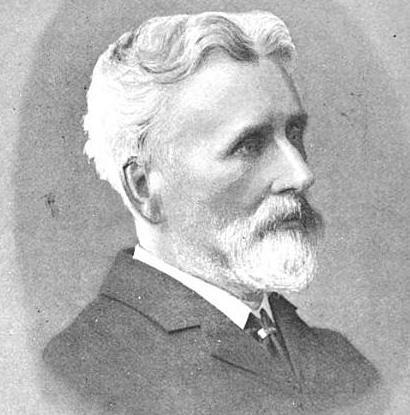
Alexander C. Kirk

Alexander Carnegie Kirk (16 juli 1830, Barry Angus - 5 oktober 1892) was een Schotse ingenieur die in de negentiende eeuw bekend werd door verschillende belangrijke uitvindingen in de scheepsbouw-, koel- en olieschalie-industrie.
Kirk haalde zijn theoretische diploma aan de Universiteit van Edinburgh en deed een technische opleiding in de scheepsbouwfabrieken van 'Robert Napier and Sons'.

## Familie
Alexander Carnegie Kirk was de oudste zoon van John Kirk en Christian Guthrie-Carnegie. Zijn jongere broer was de natuuronderzoeker John Kirk. Kirk trouwde in 1869 in Croydon met Ada Waller. Zij kregen daarna samen zes kinderen.

## Carrière

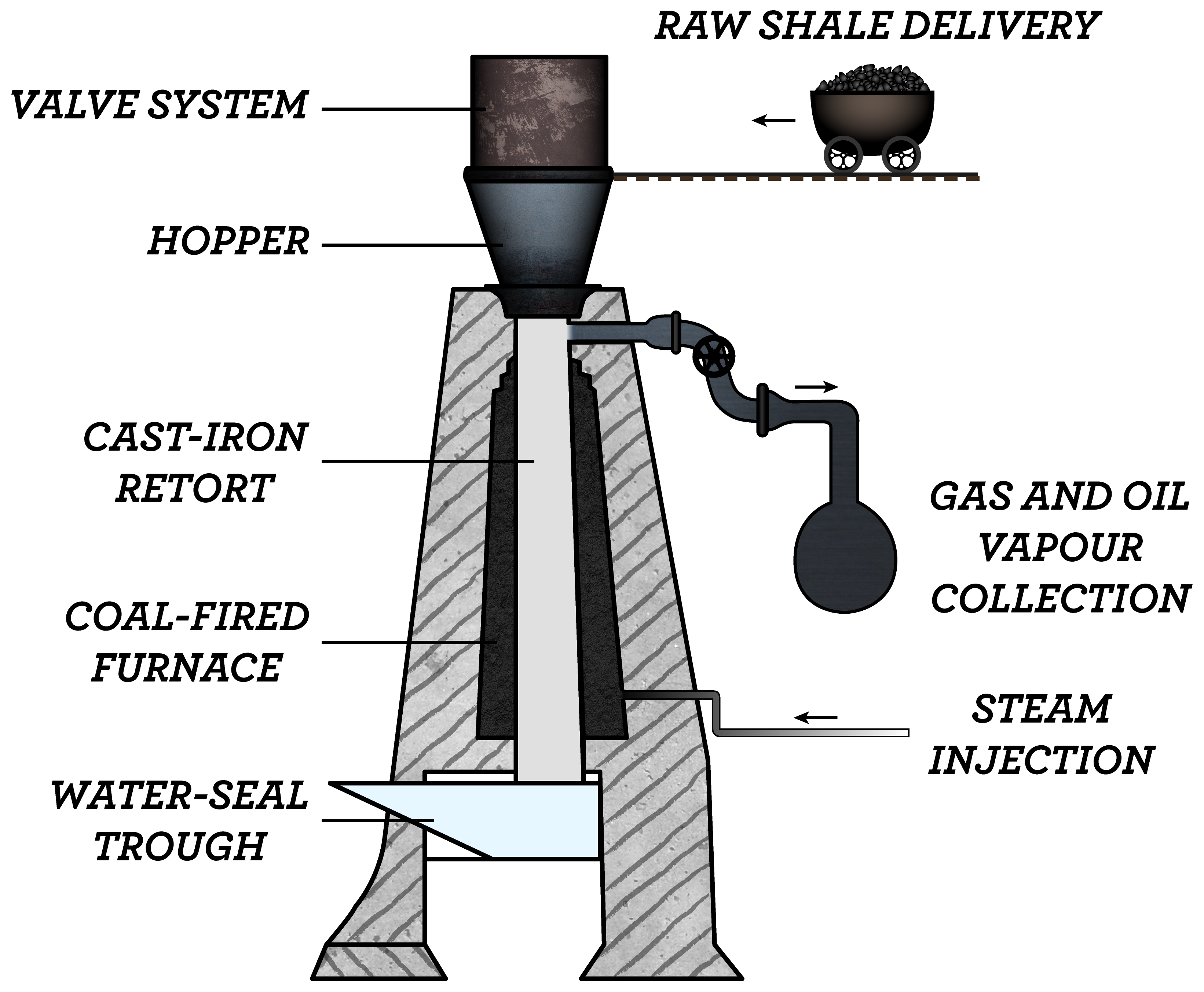
Kirk's oplossing

In 1850 begon Kirk aan een vijfjarige stage bij 'Robert Napier and Sons'. Na 11 jaar - in 1861 - werd hij hoofdtekenaar bij 'Maudslay, Sons and Field' in Londen; hier bleef hij uiteindelijk nog geen jaar. Later in 1861 werd hij technisch manager bij 'James Young'. Zij waren werkzaam in de schalieolie-industrie. Tijdens zijn dienstverband ontwikkelde hij een retort voor de olieschalie en een koeltechnologie waarbij ether gewonnen werd. Dit laatste was bedoeld om productieproblemen als gevolg van de zomerse hitte, op te lossen. In 1865 werd hij directielid van 'James Aitken and Company', een motorenfabriek in Glasgow. In 1870 werd hij benoemd tot manager van de 'John C. Elder-fabriek'.
In 1877 keerde hij weer terug naar zijn eerste werkgever, 'Robert Napier and Sons', waar hij deze keer als senior partner aan het werk ging. Daarna concentreerde zijn werk zich vooral op de waterbouwkunde. Zijn motoren met drievoudige expansie, die hij ontwierp voor het stoomschip Propontis, waren niet succesvol. Zijn motorontwerpen die daarna ontworpen werden, waren succesvoller. Met name het ontwerp voor het stoomschip Aberdeen, wordt gezien als een technologische doorbraak.

## Professionele aanstellingen
Kirk was van 1887 tot 1889 de voorzitter van de Institution of Engineers and Shipbuilders in Schotland .

## Eerbewijzen
In 2020 kreeg Kirk een plek in de Scottish Engineering Hall of Fame.